# Premio al mejor Baloncestista Masculino del Año de la Southwestern Athletic Conference
El Premio al mejor Baloncestista Masculino del Año de la Southwestern Athletic Conference (en inglés, Southwestern Athletic Conference Men's Basketball Player of the Year) es un galardón que otorga la Southwestern Athletic Conference (SWAC) al jugador de baloncesto masculino más destacado del año.

## Ganadores

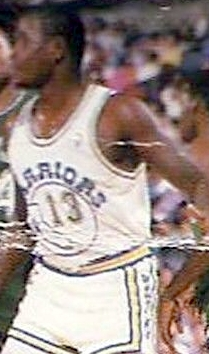
Larry Smith ganó el premio en 1979 y 1980 con Alcorn State.

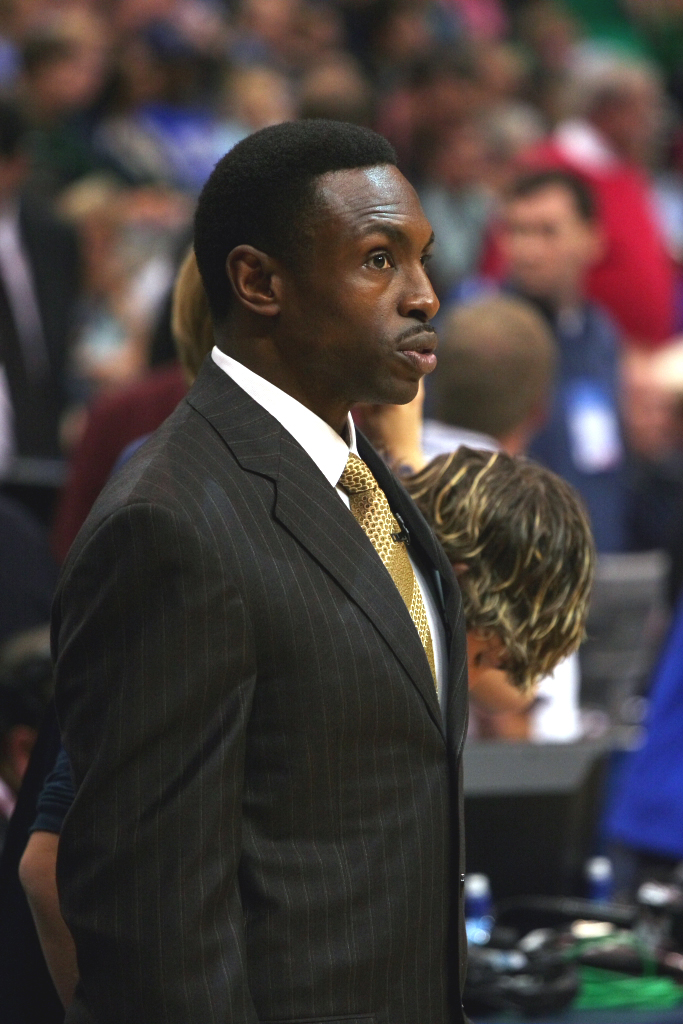
Avery Johnson ganó el premio en 1987 y 1988 con Southern.

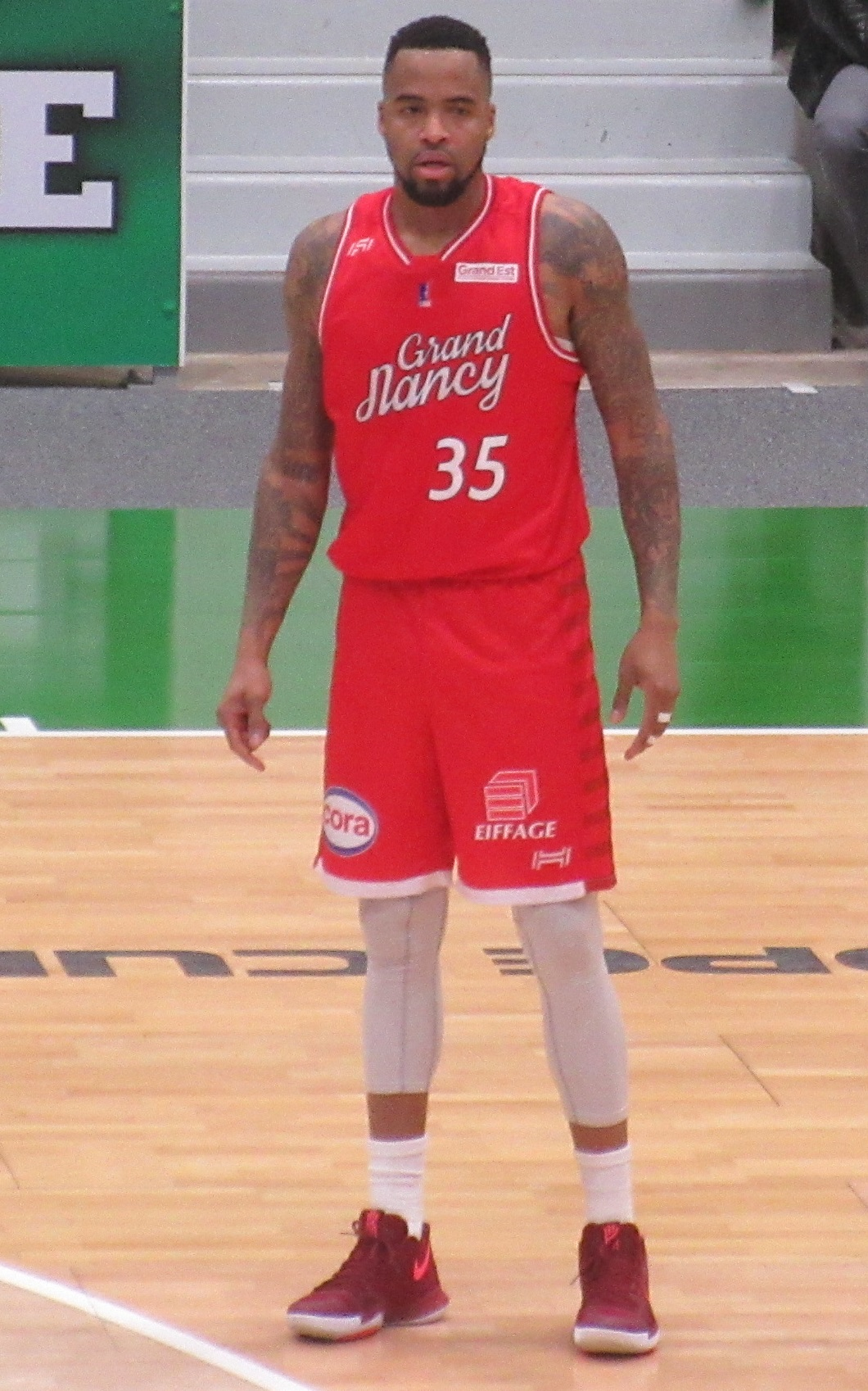
Brion Rush, de Grambling State, ganó el premio en 2006.

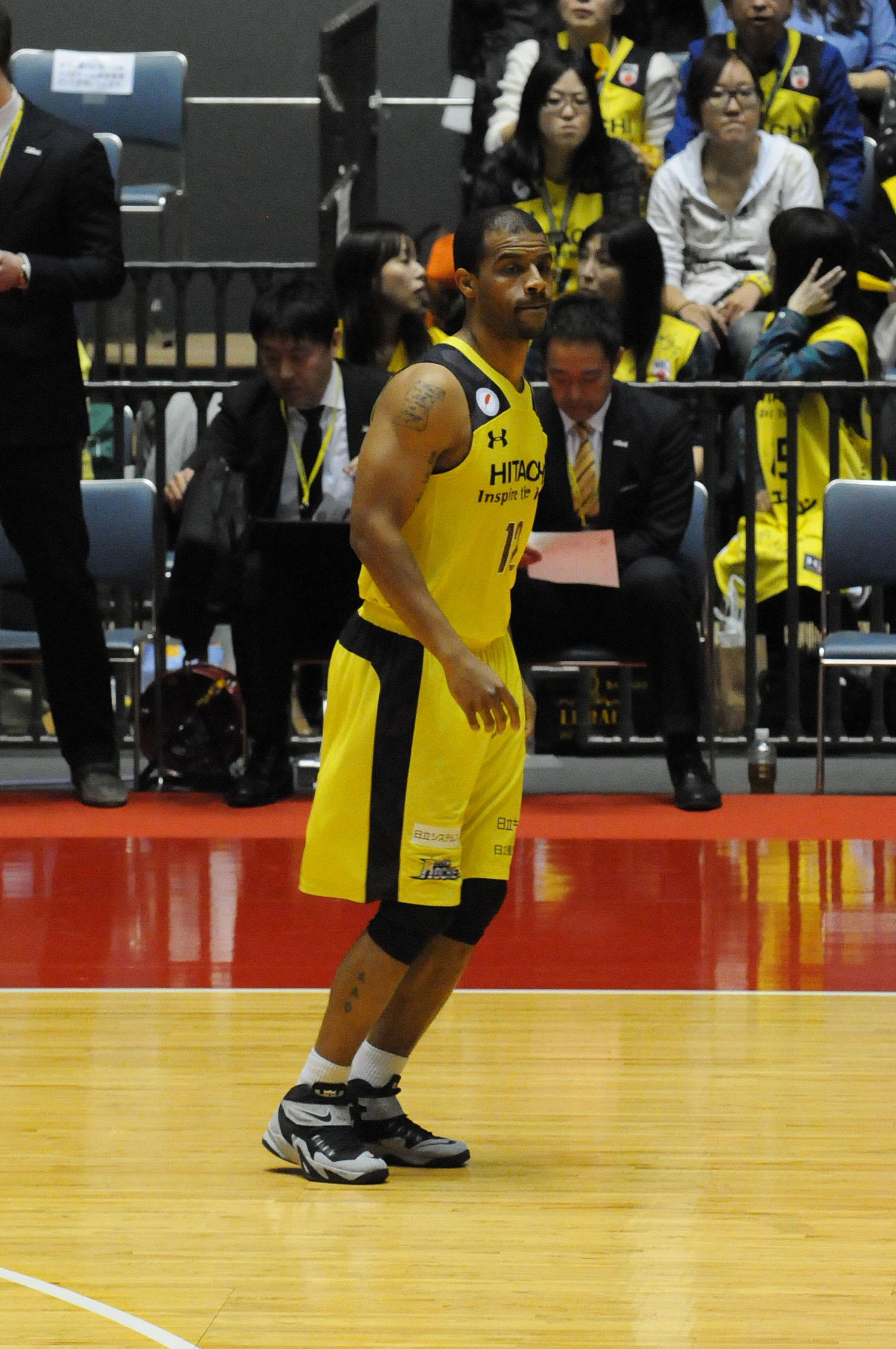
Trey Johnson, de Jackson State, ganó el premio en 2007.

| †           | Co-Jugadores del Año                                                                                                |
| *           | Ganador del premio al mejor universitario del año: el Naismith College Player of the Year o el John R. Wooden Award |
| Jugador (X) | Denota el número de veces que ha conseguido el galardón                                                             |

| Temporada | Jugador             | Universidad              | Posición          | Curso     | Referencia    |
| --------- | ------------------- | ------------------------ | ----------------- | --------- | ------------- |
| 1973–74   | Eugene Short        | Jackson State            | Alero             | Junior    | [ 1 ]         |
| 1974–75   | Eugene Short (2)    | Jackson State            | Alero             | Senior    | [ 1 ]         |
| 1975–76   | Larry Wright        | Grambling State          | Base              | Junior    | [ 2 ]         |
| 1976–77   | Purvis Short        | Jackson State            | Alero             | Junior    | [ 3 ]         |
| 1977–78   | Purvis Short (2)    | Jackson State            | Alero             | Senior    | [ 4 ]         |
| 1978–79   | Larry Smith         | Alcorn State             | Ala-Pívot / Pívot | Junior    | [ 5 ]         |
| 1979–80   | Larry Smith (2)     | Alcorn State             | Ala-Pívot / Pívot | Senior    | [ 5 ]         |
| 1980–81†  | Harry Kelly         | Texas Southern           | Alero             | Sophomore | [ 6 ] [ 7 ]   |
| 1980–81†  | Robert Williams     | Grambling State          | Ala-Pívot         | Senior    | [ 6 ] [ 7 ]   |
| 1981–82   | Harry Kelly         | Texas Southern           | Alero             | Junior    | [ 8 ]         |
| 1982–83   | Harry Kelly (2)     | Texas Southern           | Alero             | Senior    | [ 8 ]         |
| 1983–84   | Lewis Jackson       | Alabama State            | Alero             | Senior    | [ 9 ]         |
| 1984–85   | Mike Phelps         | Alcorn State             | Base              | Senior    | [ 10 ]        |
| 1985–86   | Frank Sillmon       | Alabama State            | Alero             | Sophomore | [ 11 ]        |
| 1986–87†  | George Ivory        | Mississippi Valley State |                   | Senior    | [ 12 ]        |
| 1986–87†  | Avery Johnson       | Southern                 | Base              | Junior    | [ 8 ]         |
| 1987–88   | Avery Johnson (2)   | Southern                 | Base              | Senior    | [ 8 ]         |
| 1988–89   | Terry Brooks        | Alabama State            | Base              | Senior    | [ 13 ]        |
| 1989–90   | Joe Faulkner        | Southern                 | Ala-Pívot         | Senior    | [ 14 ] [ 15 ] |
| 1990–91   | Steve Rogers        | Alabama State            | Escolta           | Junior    | [ 16 ]        |
| 1991–92   | Steve Rogers (2)    | Alabama State            | Escolta           | Senior    | [ 16 ]        |
| 1992–93   | Lindsey Hunter      | Jackson State            | Base              | Senior    | [ 16 ]        |
| 1993–94   | Jervaughn Scales    | Southern                 | Ala-Pívot         | Senior    | [ 16 ]        |
| 1994–95   | Kenny Sykes         | Grambling State          | Escolta           | Senior    | [ 16 ]        |
| 1995–96   | Marcus Mann         | Mississippi Valley State | Ala-Pívot         | Senior    | [ 16 ]        |
| 1996–97   | Randy Bolden        | Texas Southern           | Base              | Junior    | [ 16 ]        |
| 1997–98   | Randy Bolden (2)    | Texas Southern           | Base              | Senior    | [ 16 ]        |
| 1998–99   | Adarrial Smylie     | Southern                 | Pívot             | Junior    | [ 16 ]        |
| 1999–00   | Adarrial Smylie (2) | Southern                 | Pívot             | Senior    | [ 16 ]        |
| 2000–01   | Dewayne Jefferson   | Mississippi Valley State | Escolta           | Sophomore | [ 16 ]        |
| 2001–02   | Paul Haynes         | Grambling State          | Ala-Pívot / Pívot | Sophomore | [ 16 ]        |
| 2002–03   | Gregory Burks       | Prairie View A&M         | Base              | Senior    | [ 16 ]        |
| 2003–04   | Attarius Norwood    | Mississippi Valley State | Alero             | Senior    | [ 16 ]        |
| 2004–05   | Obie Trotter        | Alabama A&M              | Base / Escolta    | Junior    | [ 17 ]        |
| 2005–06   | Brion Rush          | Grambling State          | Base              | Senior    | [ 16 ]        |
| 2006–07   | Trey Johnson        | Jackson State            | Escolta           | Senior    | [ 16 ]        |
| 2007–08   | Andrew Hayles       | Alabama State            | Escolta           | Junior    | [ 16 ]        |
| 2008–09   | Brandon Brooks      | Alabama State            | Base              | Senior    | [ 16 ]        |
| 2009–10   | Garrison Johnson    | Jackson State            | Escolta           | Senior    | [ 18 ]        |
| 2010–11   | Travele Jones       | Texas Southern           | Ala-Pívot         | Senior    | [ 19 ]        |
| 2011–12   | Paul Crosby         | Mississippi Valley State | Pívot             | Senior    | [ 20 ]        |
| 2012–13   | Omar Strong         | Texas Southern           | Base              | Senior    | [ 21 ]        |
| 2013–14   | Aaric Murray        | Texas Southern           | Pívot             | Senior    | [ 22 ]        |
| 2014–15   | Madarious Gibbs     | Texas Southern           | Base              | Senior    | [ 23 ]        |
| 2015–16   | Derrick Griffin     | Texas Southern           | Pívot             | Freshman  | [ 24 ]        |
| 2016–17   | Zach Lofton         | Texas Southern           | Escolta           | Junior    | [ 25 ]        |
| 2017–18   | Martaveous McKnight | Arkansas–Pine Bluff      | Base              | Junior    | [ 26 ]        |
| 2018–19   | Jeremy Combs        | Texas Southern           | Ala-Pívot         | Senior    | [ 27 ]        |
| 2019–20   | Devonte Patterson   | Prairie View A&M         | Ala-Pívot         | Senior    | [ 28 ]        |
| 2020–21   | Tristan Jarrett     | Jackson State            | Escolta           | Senior    | [ 29 ]        |
| 2021–22   | M. J. Randolph      | Florida A&M              | Base              | Senior    | [ 30 ]        |
| 2022–23   | Cameron Christon    | Grambling State          | Escolta           | Graduado  | [ 31 ]        |
| 2023–24   | Ken Evans Jr.       | Jackson State            | Escolta / Base    | Junior    | [ 32 ]        |
| 2024–25   | Sterling Young      | Florida A&M              | Escolta           | Senior    | [ 33 ]        |

## Ganadores por universidad
| Universidad (en SWAC desde)     | Premios | Años                                                             |
| ------------------------------- | ------- | ---------------------------------------------------------------- |
| Texas Southern (1954)           | 11      | 1982, 1983, 1997, 1998, 2011, 2013, 2014, 2015, 2016, 2017, 2019 |
| Jackson State (1958)            | 9       | 1974, 1975, 1977, 1978, 1993, 2007, 2010, 2021, 2024             |
| Alabama State (1982)            | 7       | 1984, 1986, 1989, 1991, 1992, 2008, 2009                         |
| Southern (1934)                 | 6       | 1987†, 1988, 1990, 1994, 1999, 2000                              |
| Mississippi Valley State (1968) | 5       | 1987†, 1996, 2001, 2004, 2012                                    |
| Grambling State (1958)          | 5       | 1976, 1995, 2002, 2006, 2023                                     |
| Alcorn State (1962)             | 3       | 1979, 1980, 1985                                                 |
| Prairie View A&M (1920)         | 2       | 2003, 2020                                                       |
| Florida A&M (2021)              | 2       | 2022, 2025                                                       |
| Alabama A&M (1999)              | 1       | 2005                                                             |
| Arkansas-Pine Bluff (1936)      | 1       | 2018                                                             |